# Themeda quadrivalvis
Themeda quadrivalvis är en gräsart som först beskrevs av Carl von Linné, och fick sitt nu gällande namn av Carl Ernst Otto Kuntze. Themeda quadrivalvis ingår i släktet Themeda och familjen gräs. Inga underarter finns listade i Catalogue of Life.